# 沙博尼耶尔
沙博尼耶尔（法語：Charbonnières，法語發音：[ʃaʁbɔnjɛʁ]）是法国索恩-卢瓦尔省的一个市镇，属于马孔区。

## 地理
沙博尼耶尔（46°23'27"N, 4°50'0"E）面积4.17 平方千米，位于法国勃艮第-弗朗什-孔泰大區索恩-卢瓦尔省，该省份为法国中部省份，北起顺时针与科多尔省、汝拉省、安省、罗讷省、卢瓦尔省、阿列省和涅夫勒省接壤。
与沙博尼耶尔接壤的市镇（或旧市镇、城区）包括：拉萨勒、克莱塞、莱泽、马孔、圣马丹贝勒罗什、瑟诺藏。
沙博尼耶尔的时区为UTC+01:00、UTC+02:00（夏令时）。

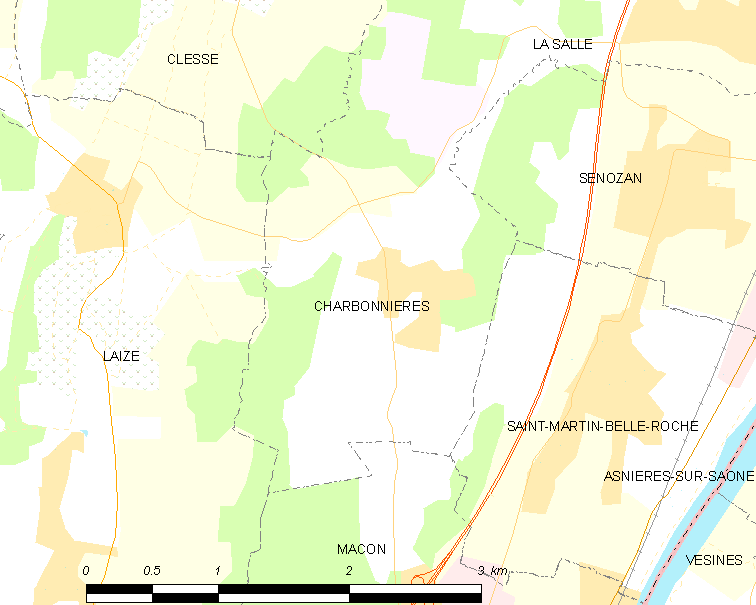
沙博尼耶尔的OSM定位图

## 行政
沙博尼耶尔的邮政编码为71260，INSEE市镇编码为71099。

## 政治
沙博尼耶尔所属的省级选区为于里尼县。

## 人口

1962-2008年间沙博尼耶尔人口变化图示

沙博尼耶尔于2022年1月1日时的人口数量为335人。